# Jyväskylän Liikenne
Jyväskylän Liikenne est une société de transport en commun par autobus à Jyväskylä en Finlande .

## Présentation
En 2018, la compagnie a transporté environ 7,8 millions de passagers. 
L'entreprise emploie environ 250 chauffeurs.
Le transport public de la région de Jyväskylä a lancé à l'automne 2013 un appel d'offres, divisé en cinq lots, qui s'est soldé par la victoire d'Onnibus Oy dans quatre cas.
Début 2014, Onnibus a vendu l'activité qu'elle avait remportée à Koiviston Auto, de sorte que le trafic local à Jyväskylä s'est poursuivi le 1er juillet 2014 au nom de Jyväskylän Liikenne.